# 전주초포초등학교
전주초포초등학교는 대한민국 전북특별자치도 전주시 덕진구 호성동2가에 있는 공립 초등학교다.

## 학교 연혁
- 1933년 11월 9일 설립 인가
- 1934년 4월 16일 전주군 초포공립보통학교 개교(1,2학년 복식 1학급)
- 1938년 4월 1일 초포공립심상소학교로 개칭[1]
- 1941년 4월 1일 초포공립국민학교로 개칭[2]
- 1949년 12월 31일 초포국민학교로 개칭[3]
- 1957년 11월 6일 전주시 편입(전주초포국민학교)[4][5]
- 1975년 2월 16일 제37회 졸업(178명, 최다 졸업생 배출)
- 1984년 3월 5일 병설유치원 개원
- 1996년 3월 1일 전주초포초등학교로 개칭[6]
- 2002년 6월 15일 본관 리모델링 공사(11억 9,899만원)
- 2014년 3월 1일 특수학급 사랑반 개설
- 2019년 9월 1일 제30대 이강영 교장 취임
- 2021년 2월 5일 제83회 졸업(16명) 총 5,799명
- 2021년 3월 1일 2021학년도 10학급 편성(일반학급 9학급, 특수학급 1학급), 유치원 1학급

## 통학 구역
- 호성동 1통~2통, 3통(4반 제외), 5~6통
- 송천2동 에코시티 데시앙14BL
- 어울림학교 공동통학구 (화정초)
  - 송천1동 54통~57통, 60통~63통, 66통~67통, 75통
  - 송천2동 4통(6반)

## 참고 자료
- 전주초포초등학교 - 한국교육학술정보원 학교알리미